# Toni Cunha
Antonio Carlos Cunha Sá (Marabá,13 de fevereiro de 1982), mais conhecido como Toni Cunha, é um delegado de polícia e político brasileiro, filiado no Partido Liberal (PL). Iniciou sua carreira política ao se tornar Vice-prefeito de Marabá após 2016, depois foi eleito deputado estadual e    mais tarde eleito prefeito de Marabá nas eleições de 2024, estando atualmente no cargo.